# 985 هـ
985 هـ هي سنة في التقويم الهجري امتدت مقابلتاً في التقويم الميلادي بين سنتي 1577 و1578.

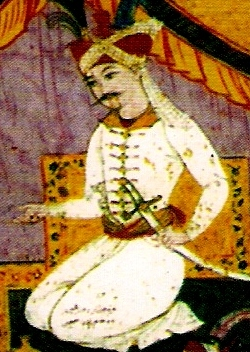
إسماعيل الثاني الصفوي

## أحداث
- وقعت معركة شماخة الأولى بين الدولة العثمانية تحت قيادة لالا مصطفى باشا وعثمان بن أوزديمير باشا والدولة الصفوية بقيادة "محمد توكماك خان ". انتهت المعركة بانتصار الدولة العثمانية وفتح الباب للعثمانين لغزو القوقاز .

## مواليد
- مسعود مسيح الكاشاني

## وفيات
- إسماعيل الثاني الصفوي
- حسن بيك روملو